# Dean Acheson

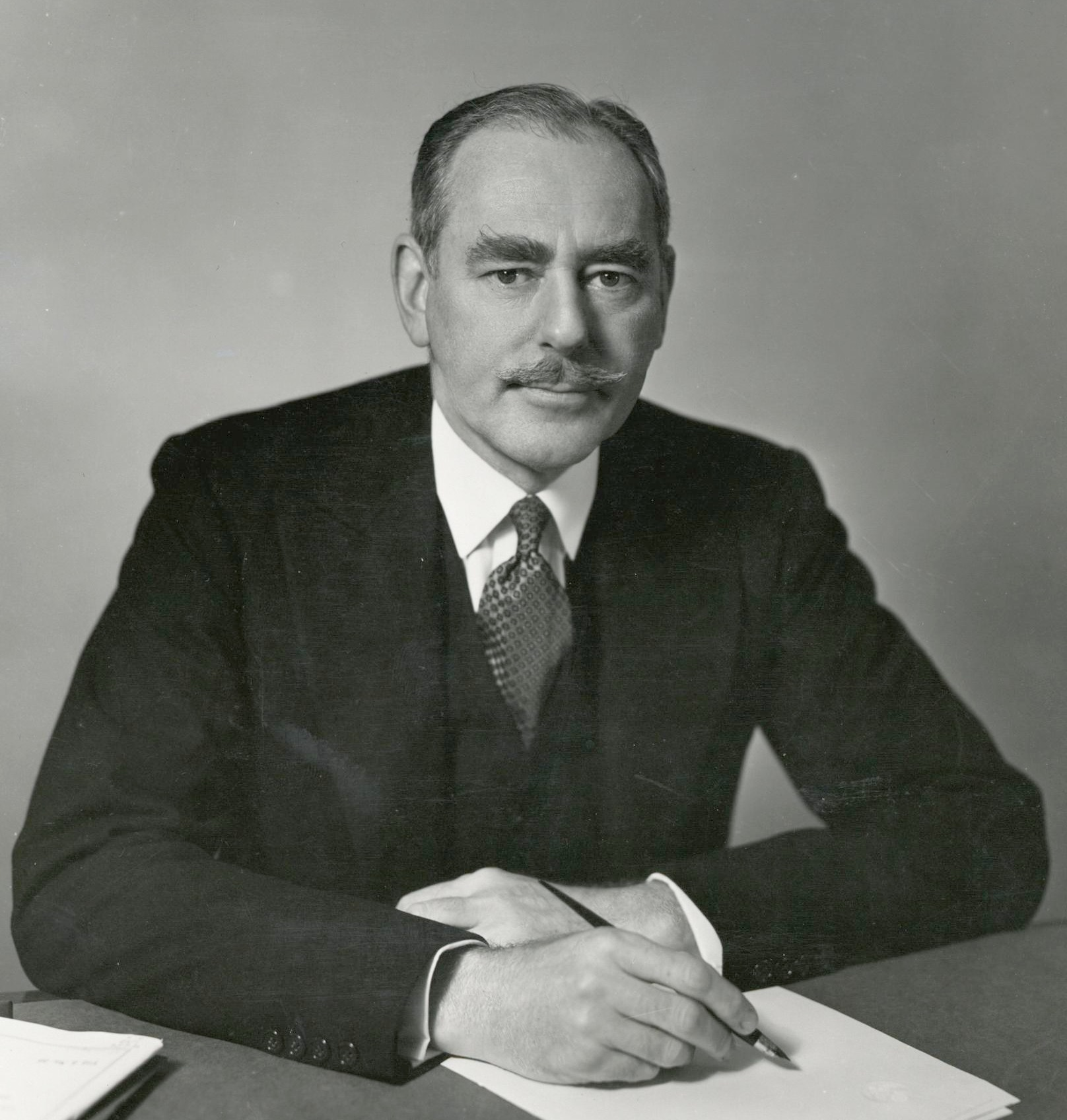
Dean Acheson als US-Außenminister

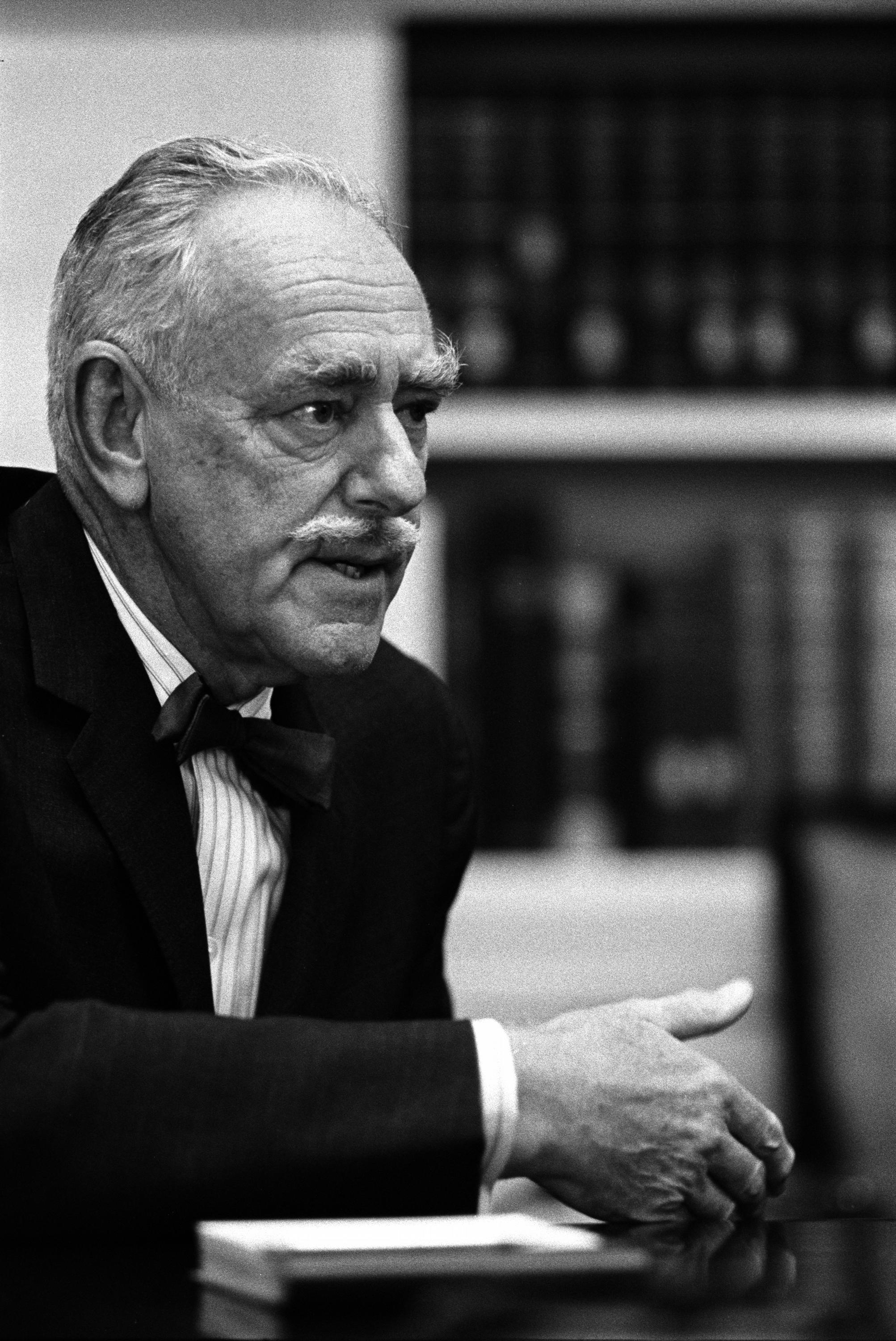
Dean Acheson (1965)

Dean Gooderham Acheson (* 11. April 1893 in Middletown, Connecticut; † 12. Oktober 1971 in Sandy Spring, Maryland) war ein US-amerikanischer Politiker und von 1949 bis 1953 Außenminister der Vereinigten Staaten.

## Leben
Von 1912 bis 1915 besuchte Acheson die Yale University und von 1915 bis 1918 die Harvard Law School. Bevor er 1933 von Franklin D. Roosevelt zum Staatssekretär im Finanzministerium ernannt wurde, arbeitete er von 1919 bis 1921 als Privatsekretär in einer Anwaltskanzlei des Richters Louis Brandeis beim Obersten Gerichtshof in Washington. Während des Zweiten Weltkrieges seit 1941 war er im Außenministerium angestellt, als dessen Vizechef (United States Under Secretary of State) er von 1945 bis 1947 fungierte; zuvor war er seit 1944 Staatssekretär für Kongressbeziehungen (Assistant Secretary of State for Legislative Affairs) gewesen. Während seiner Zeit als Under Secretary spielte Acheson eine entscheidende Rolle bei der Planung des European Recovery Program und der Truman-Doktrin. Acheson war mitverantwortlich und Miturheber des Marschallplanes. Obwohl er als strikter Anti-Kommunist galt,  wurde er nach seiner Ernennung zum Außenminister von Politikern des rechten Flügels attackiert, er solle härter mit Kommunisten umgehen. Sein größter Gegner war hier Joseph McCarthy, der bei einer Rede 1950 behauptete, er habe eine Liste mit 250 Mitarbeitern des Außenministeriums, die Mitglied der Kommunistischen Partei seien. Einige von ihnen würden für die Sowjetunion spionieren.
1946 erarbeitete Acheson zusammen mit David Lilienthal unter der Leitung von J. Robert Oppenheimer (der zu diesem Zeitpunkt bereits in Fragen der Abrüstung und Nichtverbreitung tätig war) den sogenannten Acheson-Lilienthal-Bericht. Der Bericht schlug die Gründung einer neuen Organisation, der Atomic Development Authority, vor, die sowohl die friedliche als auch die militärische Nutzung der Atomenergie steuern sollte. Als Verhandlungsführer schlug der ehemalige Präsident Harry Truman Bernard Baruch vor, weshalb der Bericht auch als Baruch-Plan bekannt wurde. Der Plan bzw. Vorschlag wurde von der Sowjetunion und Polen abgelehnt und damit hinfällig. Dieses Ereignis und die damit verbundenen politischen Spannungen fallen in die Zeit des beginnenden Kalten Krieges.
Erneute Angriffsmöglichkeiten bot Acheson McCarthy, als er sich im Streit um General Douglas MacArthur auf die Seite Trumans schlug. Als Truman MacArthur 1951 aus Korea abzog, war Acheson das Hauptziel McCarthys, der ihm vorwarf, die Politik des Präsidenten zu stark beeinflusst zu haben. Er forderte sogar ein Amtsenthebungsverfahren gegen Acheson („in name only because the Acheson group has almost hypnotic powers over him. We must impeach Acheson, the heart of the octopus.“).
Acheson erhielt 1947 die Medal for Merit, damals die höchste zivile Auszeichnung der USA. Als Harry S. Truman 1952 entschied, nicht noch einmal für die Präsidentschaftswahl zu kandidieren, wurde Adlai Stevenson, ein enger Freund Achesons, als Präsidentschaftskandidat der Demokraten ausgewählt. Doch Stevenson konnte sich nicht gegen die teilweise schmutzige Kampagne der Republikaner behaupten; deshalb beschloss Acheson nach der Wahl Eisenhowers, sich aus dem politischen Geschäft zurückzuziehen. 1955 wurde Acheson in die American Academy of Arts and Sciences gewählt.
Bis zu seinem Tod 1971 arbeitete er wieder als Rechtsanwalt. Während dieser Zeit schrieb er einige Bücher, u. a. Power and Diplomacy (1958), Morning and Noon (1965) und The Korean War (1971). Für seine Memoiren, die er unter dem Titel Present At The Creation: My Years In The State veröffentlichte, erhielt er 1970 den Pulitzer-Preis in der Sektion Geschichte.